# Eugenio de Toledo
San Eugenio de Toledo (Toledo, ¿59.? - 657) fue un escritor y poeta hispano, y primer Arzobispo de Toledo, de la época visigoda. Es uno de los considerados Padres de la Iglesia hispánica. Es llamado Eugenio II por los autores visigodos, pero los hagiógrafos hispanos posteriores a 1148 lo llaman Eugenio III a consecuencia de un erróneo desdoblamiento producido por la Passio sancti Eugenii (siglo IX), fundada en la Vita sancti Dyonisii de Hilduino.

## Biografía
De estirpe goda, fue discípulo de Braulio de Zaragoza, y estudió con él en la Iglesia de Santa Engracia de esa ciudad. Supo fundir las enseñanzas de su maestro con las de Isidoro de Sevilla. Destacó, además de por su actividad poética, como músico y teólogo. Estos y otros méritos lo llevaron a ser nombrado obispo de Toledo, atraído allí por su amigo el rey Chindasvinto, y es considerado como el iniciador del arzobispado de esta ciudad tras ser designado como tal por el rey en 649 hasta su muerte en 657.
Sus poemas y los testimonios de su discípulo Ildefonso de Toledo, además de un relato martirológico del siglo IX, son la principal fuente para conocer su biografía. Se educó con Eladio de Toledo y, más tarde, atraído por la fama de Zaragoza como foco cultural, ingresó en el monasterio de Santa Engracia para ampliar sus estudios con Braulio de Zaragoza, uno de los personajes más cultos de su tiempo, amigo y consejero de Isidoro de Sevilla.
Braulio, tras ser nombrado obispo de la sede zaragozana en 626, escogió a Eugenio para que fuera su arcediano. Y como en el año 649 Eugenio fue nombrado arzobispo de Toledo por Chindasvinto, como muestra la carta del rey visigodo a Braulio, donde expresa su deseo de nombrar a Eugenio titular de un arzobispado en Toledo, Braulio, que veía en él a su sucesor en la sede cesaraugustana, se opuso sin ningún éxito. Desde su nueva cátedra toledana impulsó la cultura y celebró los concilios VIII, IX y X de Toledo. Fue asimismo, en esa sede, promotor de la música sacra. A causa de su riguroso ascetismo se resintió su salud, y aun parece haber padecido anorexia, de lo cual hay dolorida huella en su lírica.
En cuanto a su actividad literaria, escribió libros de teología, epístolas y poemas. En este último ámbito está considerado el principal poeta latino de la Europa del siglo VII por la multiplicidad de metros utilizados (hexámetros, dísticos elegíacos, trímetros trocaicos y yámbicos, eolios sáficos, e incluso jonios), aunque su prosodia no era estrictamente observante, por la variedad de sus composiciones y por el saber literario que se desprende de las mismas. Como era natural en la poesía medieval, usa y aun abusa de los artificios externos de origen helenístico y tardoantiguo: acrósticos, telésticos, abecedarios, versus disrupti, etc. Hace ocasional uso de la rima y tiene la audacia romántica de cambiar de metro en sus composiciones, en alguna de ellas hasta cuatro veces. Estas composiciones, fruto de en gran medida de las ejercitaciones escolares, entran por su contenido más en la historia de la retórica que en la de la lírica, y en su mayor parte son poemas de circunstancias cuya temática va desde la poesía devota tradicional a la encomiástica de epitafios y dedicatorias, pasando por los tópicos didácticos, moralizantes y escolares, como las nugae en torno a curiosidades de la naturaleza (por ejemplo, su famoso poema sobre animales mixtos De animantibus ambigenis, los consagrados al diamante y al imán); inscripciones dedicadas a iglesias; poemas compuestos para diversos objetos (un salero, una fíbula, una columna, entre otros); versificaciones de pasajes de las Etimologías de Isidoro de Sevilla; piezas de carácter didáctico sobre los sonidos de los animales, las estaciones del año o los fenómenos atmosféricos; composiciones de inspiración bíblica acerca de los días de la creación y de las diez plagas de Egipto; alabanzas al heroísmo de los santos, epitafios (dedicados asimismo, a la familia de Braulio, a la familia real y a un tal Nicholao Evantius); un famoso ciclo sobre las aves (ruiseñor, tórtola, golondrina); piezas de carácter moralizante, donde fustiga los vicios de la embriaguez y de la crápula o se lamenta de la inestabilidad de la mente humana, de la brevedad de la vida y de los achaques de la vejez; sentencias y máximas en verso, etc. Señala Marcelino Menéndez Pelayo además el talante realista de quien se llamaba a sí mismo misellus Eugenius al ponderar las incomodidades del estío, a veces con gracia:

En esta época se ensaña la mosca y la cucaracha negra como la pez, y el mosquito mordaz y la maloliente chinche, y punza el cuerpo la pulga, acostumbrada a pasarse las noches en vela. Aparta, Dios mío, estos monstruos de quien te invoca; aleja de mí la enfermedad y dame paz para que pueda pasar las noches en plácido sueño. ("Versus de aestate", XXX).

Pero otras veces con una crudeza casi naturalista, cuando cuenta los quebrantos y achaques de la vejez. Y también aflora una veta personal más lírica e íntima, que es su aportación más valiosa. Incluso ejerció de filólogo y, a instancias de Chindasvinto, tomó a su cargo la edición, corrección y ampliación de la obra del épico cristiano del siglo V.º Draconcio, que había escrito en el África vándala. Eugenio trabajó sobre su Hexaemeron, fragmento del De laudibus Dei que circulaba por España, al que añadió una carta introductoria dirigida al rey, un prólogo en 25 hexámetros y una recapitulación de los siete días de la Creación (Monosticha recapitulationis septem dierum); además, corrigió y editó el texto draconciano, tanto el del De laudibus Dei como el de la Satisfactio escrita en el cautiverio, supliendo las lagunas y también suprimiendo algunos pasajes.
Entre sus 103 poemas, destaca el Libellus diversi carminis metro (Libro de poesías diversas). Una de sus composiciones habla de san Ildefonso, aunque no ha llegado hasta nuestros días. Otra, titulada «Lamentum de adventu propriae senectutis» («Lamento por la llegada de mi propia vejez») , trata el tema de la vejez, el paso del tiempo y la implacabilidad de la muerte. Fue famoso además su poema sobre el canto del ruiseñor, el Carmen philomelaicum, en dísticos elegíacos.

Tu voz, ruiseñor, incita a cantar canciones; / por ello mi lengua rústica de ti canta alabanzas. / Tu voz, ruiseñor, vence en su canto a las cítaras / y con tus admirables melodías aventajas a los músicos vientos. / Tu voz, ruiseñor, arroja lejos la simiente de las penas / y con tus blandos sones recrea al corazón angostado. / Los campos floridos habitas, del herboso césped gozas / y en el follaje de los árboles a tus retoños incubas. / A tus canoros cantos los arbustos responden / e incluso el bosque frondoso tu canto acompaña con sus ramas. / Cedan su puesto, por mi juicio, el cisne y la charlatana golondrina, / y cédalo también a ti el loro de eximia boca. / Jamás ave ninguna imitará tus cantos, / pues dulce miel de tu gorjeo fluye. / Entona, pues, con tu vibrante lengua, tus trémulos susurros / y con tu garganta suave modula un suelto canto. / Ofrece grato sustento a los oídos solícitos. / No quiero que te calles, no quiero que te calles. / Toda gloria, alabanza y bendición a ti, oh Cristo, / que a tus siervos proporcionas estos agradables bienes.

Su poesía conoció un importante fortleben: lo imitan a trancas y barrancas Álvaro de Córdoba y los demás mozárabes, en Britania Aldhelmo y Beda el Venerable; entre los carolingios, Alcuino de York y Teodulfo. Asimismo, Eugenio enseñó Gramática y Sagrada Escritura y fue consejero de los reyes Chindasvinto y Recesvinto. El De uiris illustribus de su discípulo Ildefonso menciona un Libellus de sancta Trinitate suyo que se ha perdido. También publicó una colección de obras diversas en prosa (Libellus diuersi operis prosa), pero la referencia es demasiado vaga para poder identificar los textos contenidos en él; es muy posible que de este Libellus procedan las tres citas eugenianas que Julián de Toledo (fallecido en 690, y el último de sus discípulos importantes) recoge en su Prognosticon futuri saeculi.
Se le atribuye también el Decretum pro Potamio episcopo, un documento en el que los obispos asistentes al X Concilio de Toledo (656) condenaron el adulterio cometido por el obispo de Braga Potamio, y la Passio o Acta martyrum Caesaraugustanorum. Por otro lado, es lícito pensar que tomó parte en la revisión del código jurídico que se inició bajo el reinado de Chindasvinto y que se publicó durante el de Recesvinto, aunque no se puede concretar su aportación. Compuso asimismo oficios litúrgicos, entre los que se cuentan las oraciones para la festividad de san Hipólito contenidas en el llamado Oracional Visigótico de Verona (n.º 1153-1159) o la misa en honor a san Millán que se lee en un manuscrito de Silos conservado en la actualidad en la British Library de Londres (Add. 30845), aunque muchos dudan de su autoría. También se le han adjudicado numerosos himnos; hay cierto consenso (no unánime) en atribuirle el de san Hipólito. Murió el año 657 en Toledo y fue sepultado en la basílica de Santa Leocadia (Toledo). San Eugenio de Toledo es el patrón de la ciudad de Artigas Uruguay y de la Diócesis de Ciego de Ávila en Cuba. Su onomástica se celebra el 15 de noviembre.
La falsa narración martirológica sobre su vida y reliquias, que lo sitúan en el siglo I, como discípulo de san Pablo y de Dionisio Areopagita, fue compuesta a mediados del siglo IX por un autor anónimo, probablemente el presbítero del santuario de Deuil-la-Barre donde, según la leyenda hagiográfica, reposaron los restos de otro San Eugenio, I arzobispo de Toledo. Existen dos versiones del relato. La más extensa se conserva en manuscritos de las bibliotecas de Bruselas, La Haya y París. En cuanto a sus retratos, todos imaginarios, el más ilustre, pero poco conocido, es el que le hizo El Greco, conservado en la sacristía del Monasterio de San Lorenzo de El Escorial, aunque en realidad se trata de un cuadro de san Ildefonso.

## Obras
- Beati Eugeniii Episcopi Toletani opuscula. Quibus inserti sunt Dracontii libelli duo, París, 1619.
- Francisco de Lorenzana (ed.), SS. Patrum Toletanorum quotquot extant opera. Nunc simul edita, ad codices mss. recognita, nonnullis notis illustrata, atque in duos tomos distributa. Tomus primus. Montani, S. Eugenii III et S. Ildephonsi toletanae ecclesiae praesulum opuscula, epistolas, fragmentaque complectens..., Matriti, apud Ioachinum Ibarra, 1782.
- Jacques-Paul Migne (ed.), "Auctores VII saec.", en VV. AA., Patrología Latina, t. LXXXVII.
- Friedrich Vollmer: "Merobaudes reliquiae, Blossi Aemilii Dracontii carmina, Eugenii Toletani episcopi carmina et epistulae...", Monumenta Germaniae Historica, auct. ant. 14, Berlín: Weidmannsche Verlagsbuchhandlung, 1905 (reimpr., München: Monumenta Germaniae Historica, 1984, págs. 231-291).
- Eugenius Toletanus, "Opera Omnia", ed. crítica de Paulo Farmhouse Alberto en Corpus Christianorum Series Latina 114, Brepolis, 2005.